# Пригородное (Целиноградский район)
Пригородное — упразднённое село в Целиноградском районе Акмолинской области. На момент упразднения входило в состав Кощинского сельского округа. В 2000 году включено в состав города Астана и исключено из учётных данных

## География
Располагалось на левом берегу реки Есиль, ныне представляет собой жилой массив Заречный в Есильском районе города Астана.

## История
До 1990-х годов являлось административным центром упразднённого Заречного сельсовета.
Указом Президента Республики Казахстан «Об изменении границ города Астаны» от 8 августа 2000 года часть населённых пунктов района, в том числе село Пригородное, были включены в административно-территориальные границы города Астана..

## Население
В 1989 году население села составляло 1489 человек. Национальный состав: немцы — 50 %, русские — 26 %. По данным переписи 1999 года, в селе проживало 1348 человек, в том числе 669 мужчин и 679 женщин.